# Pisistratiden
Pisistratiden noemt men de broers Hippias en Hipparchos, de beide zonen van de Atheense tiran Pisistratus, die de politiek van hun vader voortzetten na diens dood.
Hipparchus werd vermoord door Harmodius en Aristogiton, waarop Hippias heerser werd en beiden liet doden. De inwoners van Athene wisten hem later weg te lokken met behulp van de Spartanen, waarop hij vluchtte naar Perzië. Hippias werd uiteindelijk gedood door de Grieken tijdens de Slag bij Marathon.
 Portaal Oudheid · Athene · Geschiedenis van Griekenland · Geschiedenis van Athene